# Projecte Home
Projecte Home és una organització aconfessional i apartidista fundada el 1987 per Bartomeu Català a Mallorca que es dedica a la prevenció, tractament i rehabilitació de les drogodependències.
Pertany a la Asociación Proyecto Hombre que va néixer a Madrid l'any 1984 i que actualment està formada per 26 centres que atenen cada any més de 13.000 drogodependents. Aquesta Associació va ser declarada d'utilitat pública pel Consell de Ministres l'any 1993. Cada centre es gestiona de manera autònoma i comparteix amb els altres la filosofia de fons i el mètode terapèutic. A més té un estatut consultiu davant el Consell Econòmic i Social de les Nacions Unides.
Projecte Home està establerta a totes les Illes Balears i té centres a Mallorca, Menorca i a Eivissa. A més de tractar de l'addicció a les drogues i la prevenció d'aquestes, es dona molta importància tant a la investigació del fenomen com a la formació dels professionals que treballen a aquest àmbit.

## Guardons

### Projecte Home Balears[4]
- 1997 Premi Ramon Llull de la Comunitat Autònoma de les Illes Balears.
- 2002 Encomienda de Isabel la Catòlica a Tomeu Català.
- 2003 Medalla d'Or de la ciutat de Palma a Tomeu Català.
- 2005 Premi Honor i Gratitud del Consell de Mallorca.
- 2007 Medalla d'Or de la Comunitat Autònoma de les Illes Balears a Tomeu Català.

### Proyecto Hombre[5]
- 1992 Premi Drets Humans de l'organització Justícia i Pau.
- 1994 Premi pel seu treball de rehabilitació i reinserció del Ministeri de Justícia i Interior.
- 1996 Gran Creu de l'Ordre Civil de la Solidaritat Social del Ministeri de Treball.
- 1997 Creu Blanca concedida pel pla Nacional Sobre Drogues
- 2007 L'Associació obté la consideració de membre consultiu davant el Consell Econòmic i Social de l'ONU.